# La tregua (film 1997)
La tregua è un film del 1997 diretto da Francesco Rosi.
La pellicola, ultima regia di Rosi, è tratta dal romanzo omonimo del 1963 (vincitore del premio Campiello) di Primo Levi.

## Trama
27 gennaio 1945. La Germania nazista è costretta a difendersi dall'arrivo delle truppe sovietiche da un lato e dall'inarrestabile avanzata del resto degli Alleati dall'altro; i soldati tedeschi ricevono l'ordine di abbandonare i campi di concentramento situati in est Europa, per sfuggire all'arrivo dei sovietici. Vengono così cancellate le tracce degli orrori commessi nei lager distruggendo tutti i registri ufficiali e i deportati ancora in vita vengono chiusi nei campi e lasciati al loro destino.
Anche i deportati nel lager di Auschwitz subiscono la stessa sorte e dopo essere stati liberati dai sovietici cercano un modo di tornare alle proprie case. Tra di essi ci sono francesi, polacchi e anche italiani. Uno di loro è Primo Levi, deportato poiché partigiano ed ebreo, che racconta quindi in prima persona il viaggio che ha dovuto affrontare insieme ad altri deportati italiani per fare ritorno in Italia, a Torino, la sua città natale. Il loro percorso attraverso l'Europa centrale è ricco di imprevisti e spesso li costringe a percorrere molti chilometri a piedi oppure su treni di fortuna.
Il gruppo che viaggia con Levi è formato da Cesare, un romano spaccone ma estroverso e socievole, Daniele, veneto e oramai senza più una famiglia, sterminata dai nazisti. Poi Ferrari, un ladro di professione, Unverdorben, violinista, e D'Agata, siciliano. Di grande importanza è l'incontro che l’autore fa con l'ebreo greco Mordo Nahum, furbo e disilluso, che gli farà capire molte cose con il suo acuto modo di sopravvivere ai guai. Dopo tante disavventure, il gruppo giunge a Monaco, dove Levi mostra la sua uniforme da deportato di Auschwitz a un soldato tedesco catturato e costretto ai lavori forzati all'interno della stazione ferroviaria. Quest'ultimo si inchina come per chiedere perdono. Il ritorno a Torino è vicino, dopo lo scrittore può finalmente riabbracciare la sorella e la madre.

## Distribuzione
Presentato in concorso al 50º Festival di Cannes, il film è dedicato «a Pasqualino e Ruggero», ovvero a Pasqualino De Santis, storico direttore della fotografia del cinema italiano, morto in Ucraina durante le riprese, e a Ruggero Mastroianni, storico montatore del cinema italiano, morto poco prima di ultimare il suo lavoro. I due furono sostituiti da Marco Pontecorvo e Bruno Sarandrea.

## Riconoscimenti
- 1997 - Festival di Cannes
  - Candidato alla Palma d'oro
- 1997 - David di Donatello
  - Miglior film a Leo Pescarolo, Francesco Rosi e Guido de Laurentiis
  - Migliore regia a Francesco Rosi
  - Miglior produttore a Leo Pescarolo e Guido de Laurentiis
  - Miglior montaggio a Ruggero Mastroianni e Bruno Sarandrea
  - Candidato per la Migliore sceneggiatura a Sandro Petraglia, Stefano Rulli e Francesco Rosi
  - Candidato per la Migliore attrice non protagonista a Lorenza Indovina
  - Candidato per la Migliore colonna sonora a Luis Bacalov
- 1998 - Nastro d'argento
  - Candidato per il Regista del miglior film a Francesco Rosi
  - Candidato per la Migliore fotografia a Marco Pontecorvo e Pasqualino De Santis
- 1997 - Globo d'oro
  - Miglior fotografia a Marco Pontecorvo e Pasqualino De Santis